# William A. Craigie

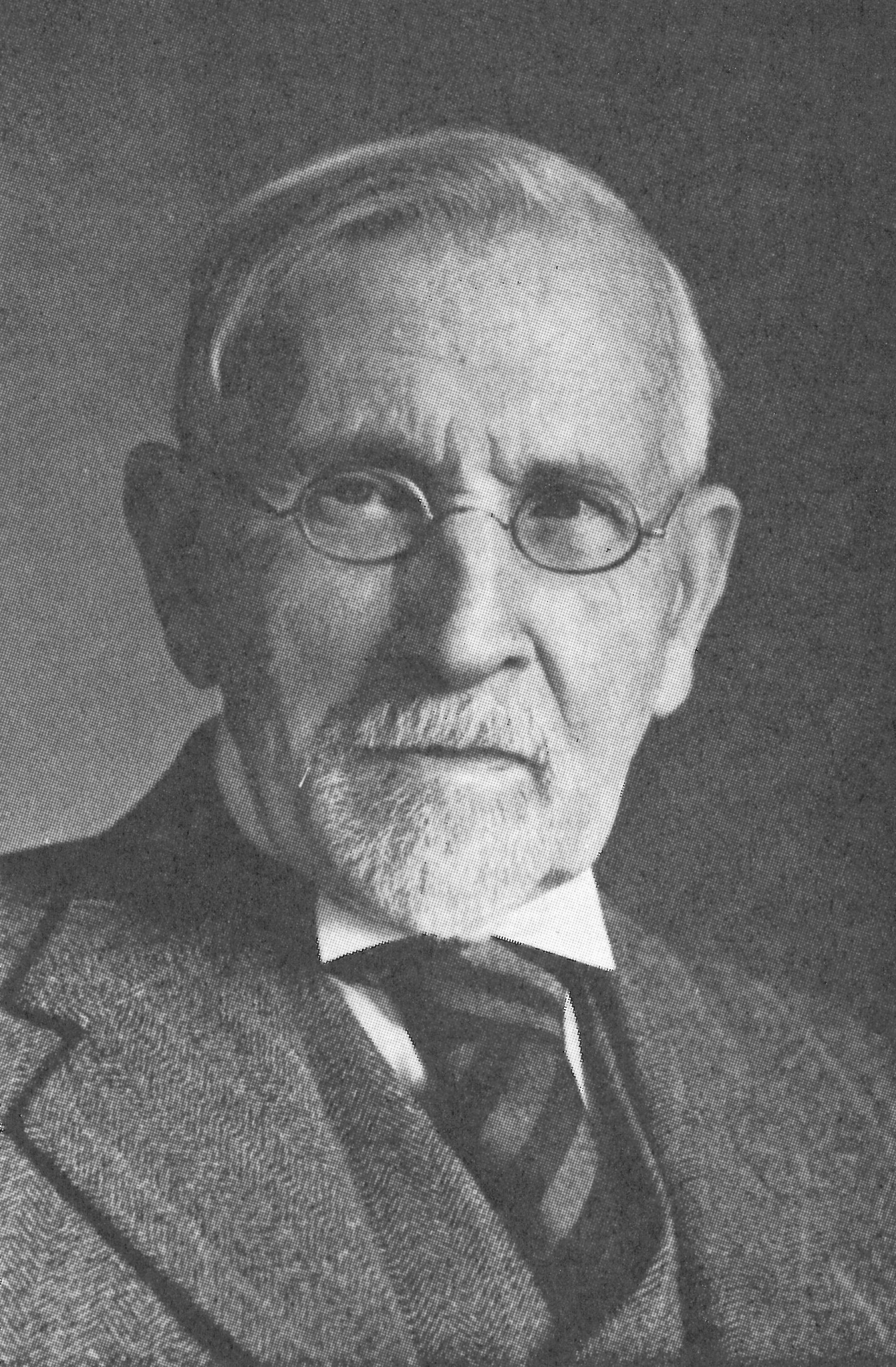
William A. Cragie

Sir William Alexander Craigie (* 13. August 1867 in Dundee; † 2. September 1957 in Watlington, Oxfordshire) war ein schottischer Philologe und Lexikograph.
Craigie studierte an der Universität St Andrews mit dem Abschluss 1888 und danach am Balliol College der Universität Oxford. 1897 wurde er Mitglied des Stabes des zweiten Herausgebers des OED Henry Bradley. Er bearbeitete zunächst den Buchstaben G. 1901 wurde er der dritte Herausgeber als Nachfolger von Bradley. Er bearbeitete die Buchstaben N, Q, R, Si-Sq, U, V und Wo-Wy und etwa ein Drittel des Supplements von 1933.
Er war der dritte Herausgeber des Oxford English Dictionary (Joint editor 1901–33) und mit Charles Talbut Onions Herausgeber des ersten Supplements (1933). Von 1923 bis 1936 war er Haupt-Herausgeber des Historical Dictionary of American English, das 1936 bis 1944 erschien. Für die Arbeit an dem Wörterbuch des amerikanischen Englisch nahm er 1925 eine Professur an der Universität Chicago an, die er bis 1936 innehatte. Außerdem arbeitete er an einem dritten Enzylopädieprojekt, seinem Dictionary of the Older Scottish Tongue, an dem er von 1936 bis zwei Jahre vor seinem Tod arbeitete. Er kam bis zum Buchstaben I, bevor er 1955 an seinen Nachfolger abgab.
Wie James Murray und Henry Bradley hatte er eine sehr gute Kenntnis weiterer Sprachen, besonders Keltisch, ältere schottische Sprachen und ältere skandinavische Sprachen und hier besonders Isländisch.
Von 1916 bis 1925 war er Rawlinson and Bosworth Professor of Anglo-Saxon an der Universität Oxford. Zuvor unterrichtete er dort schon skandinavische Sprachen. 1931 wurde er Mitglied (Fellow) der British Academy. Seit 1942 war er gewähltes Mitglied der American Philosophical Society.
Er errichtete am Langskaill auf Gairsay ein Herrenhaus. Nach Vollendung der ersten Ausgabe des OED wurde er 1928 als Knight Bachelor geadelt.

## Werke
- The growth of American English  (1940)
- The northern element in English literature (1933)